# ديد موروز

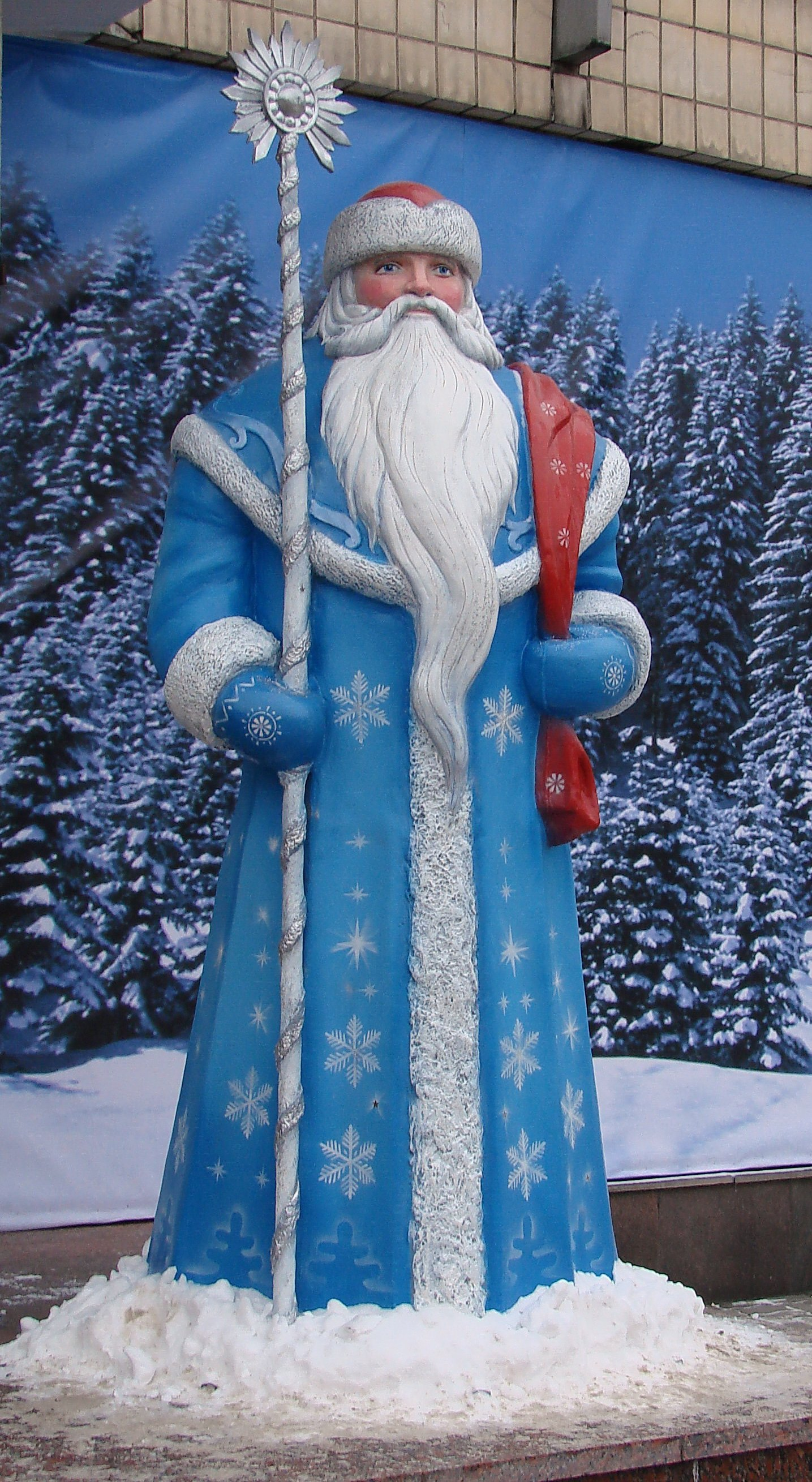
ديد موروز.

ديد موروز هو شخصية خيالية لديه جذور في الأساطير السلافية، ويشبه القديس نقولا، الأب كريسماس وبابا نويل في الثقاقات الأخرى. ينتشر تقليد ديد موروز في الغالب في البلدان السلافية الشرقية وهو جزء مهم من الثقافة الروسية. في بداية الحقبة السوفيتية، حظرت السلطات الشيوعية ديد موروز. ومع ذلك، سرعان ما أصبح جزء مهم من الثقافة السوفيتية.